# マトリョシカ (曲)
「マトリョシカ」（ラテン文字表記: Matryoshka）は、日本のボカロPでアーティストのハチによるオリジナル楽曲で、ボーカルはバーチャルシンガーの初音ミクとGUMIによるデュエットとなっており、ボーカロイド曲のレジェンドと言われている。

## 概要
ハチは、2009年頃よりボーカロイドを用いた楽曲をネットシーンを中心にリリースしており、ダークでハイテンションな世界観を持つ「マトリョシカ」は2010年8月19日にニコニコ動画にてミュージックビデオとして公開された。
ハチにとっては通算15作目のオリジナル曲で、GUMIを使用したのはこの曲が初めてだった。
マトリョーシカ人形やロシア民謡をモチーフとしたスピード感に溢れビートの効いたこの曲について、ハチは「馬鹿っぽくどんちゃんしたものを作った」と述べた。実際曲にはカオス感があふれており、カオス感を出すための「ギターのメロディラインとカッティングノイズ」が特徴的であった。
歌詞もカオス的で一見分かりづらいものの、それゆえにインパクトが強く、「一度聴いたら忘れられない楽曲」と評された。ハチ本人は「最初はちょうねた曲」として作ったとしており、が、最終的には「そうでもねえ感じになりました」と振りかえっている。
ハチは漫画家を目指していたこともあり、作詞作曲に加えてミュージックビデオ制作もチームでなく全部1人で行うトータルプロデュース・タイプのボカロクリエーターだった。そんなハチが制作した「マトリョシカ」のミュージックビデオは、どことなくネジが外れた感のある虚ろな目と不気味な笑顔が特徴的な初音ミクとGUMIのイラストレーションを多数用いた、これもまたカオス感があふれながらも完成度の高いアニメーションで構成されおり、Wikipediaの「マトリョーシカ人形」の記事から引用した文章も画面に重ねられた。
2010年から2011年にかけては、数ヶ月に1回大ヒットする曲が出てきていたが、「マトリョシカ」はボカロPたちにも格段に強いインパクトを与え、「何度も繰り返し再生してしまう中毒性」があったと音楽ジャーナリストの柴那典は回顧した。
2010年11月14日、自主制作で発売されたハチのオリジナル2ndアルバム『OFFICIAL ORANGE』（オフィシャル・オレンジ）に収録された。
ハチはニコニコ動画を代表するボカロPとして活躍したのち、2013年にはユニバーサル・シグマより本名の米津玄師の名でメジャーデビューを果たし、2013年10月23日にBounDEE by SSNWからマトリョシカを収録したアルバム『OFFICIAL ORANGE』が復刻リイシューとして全国流通で再リリースされた。
また2013年10月には、iTunes Storeで楽曲配信も開始され、世界108カ国でダウンロードが可能になった。

## 動画配信

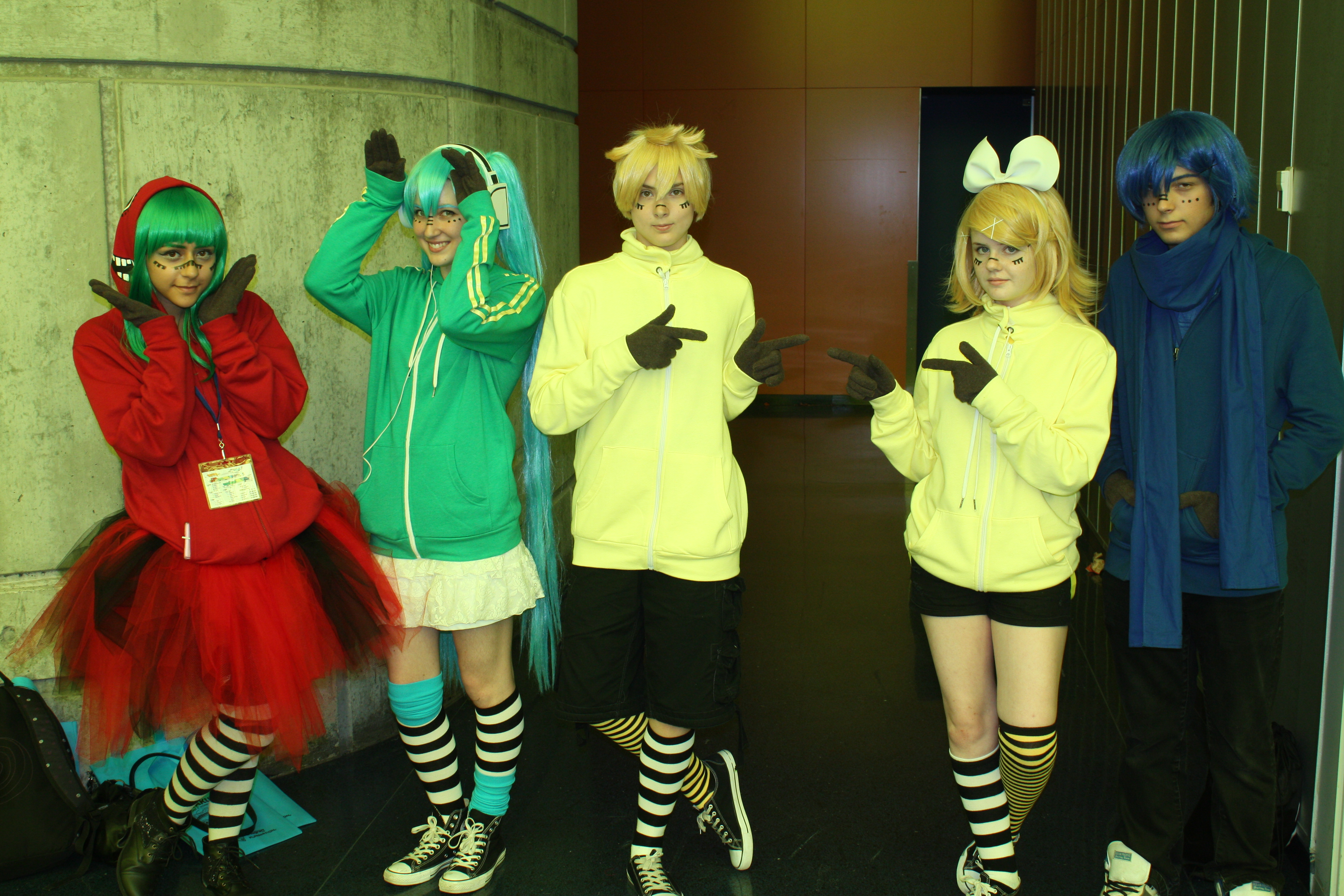
「マトリョシカ」にインスパイアされたカナダのコスプレイヤーたち（オタクソン 2014）

ニコニコ動画での「マトリョシカ」のミュージックビデオ公開2日後にあたる2010年8月21日に、10万回再生を意味する「VOCALOID殿堂入り」を果たし、33日目にあたる9月21日には100万回（ミリオン）再生を記録した。その後2017年12月15日には1,000万回再生を意味する「VOCALOID神話入り」を達成した。これは、ニコニコ動画史上4曲目となる神話入りで、ハチにとって初のVOCALOID神話入り楽曲となった。
YouTubeには2013年10月1日に投稿され、2025年5月時点で約7,489万回視聴されており、ニコニコ動画の同時点での約1,507万回再生と合わせると、約9,000万回再生されている。
動画は日本国外でも人気を呼び、多くのコスプレイヤーたちが「マトリョシカ」に登場するキャラクターの恰好をコスプレのテーマに選んだ。

## カラオケ
2011年12月、JOYSOUNDのカラオケチャートにおいて第1週の総合ランキング1位を獲得したのは、11月27日に配信を開始したばかりの「マトリョシカ feat. 初音ミク」だった。JOYSOUNDは2007年からボカロ曲のカラオケ配信を始めていたが、「マトリョシカ」は初めて1位を獲得したボカロ曲で、通常は上位を占めるJ-POP、K-POPそしてアニメソングを押さえてのボカロ曲の快挙は音楽・カラオケ業界の異変として認識された。

## 収録

### 単独オリジナルアルバム
- 『OFFICIAL ORANGE』（2010年11月14日 - 自主制作 & 2013年10月23日 -復刻リイシュー）[11]

### コンピレーションアルバム
- 『EXIT TUNES PRESENTS Vocalonexus feat. 初音ミク』（2011年1月19日）[20]

- 『初音ミク 5thバースデーベスト ～impacts～』（2012年8月1日）[21]

### 音楽ゲーム
- ニンテンドー3DS専用音楽ゲーム『初音ミク and Future Stars Project mirai』（2012年03月08日）[6]

## 収録内容
| #         | タイトル         | 作詞・作曲 | 編曲      | 時間 |
| --------- | ---------------- | ---------- | --------- | ---- |
| 1.        | 「マトリョシカ」 | ハチ       | ハチ      | 3:19 |
| 合計時間: | 合計時間:        | 合計時間:  | 合計時間: | 3:19 |

## カバー
動画共有サイトを中心に活動し顔出しをしない歌い手のりぶが、2025年5月14日にリリースする5thアルバム「Ratimeria」（ラティメリア）において、初回限定盤に「コラボ歌ってみた」のCDを付帯すると発表し、その内の一曲はやはり顔出しをしない歌い手であるAdoとの「マトリョシカ」コラボ歌唱だと判明した。